# Arrild Sogn
Arrild Sogn ist eine dänische Kirchspielgemeinde (dän.: Sogn) in Nordschleswig. Bis 1970 gehörte sie zur Harde Hviding Herred im damaligen Tønder Amt, danach zur Nørre-Rangstrup Kommune im damaligen Sønderjyllands Amt, die im Zuge der Kommunalreform zum 1. Januar 2007 in der „neuen“ Tønder Kommune in der Region Syddanmark aufgegangen ist.

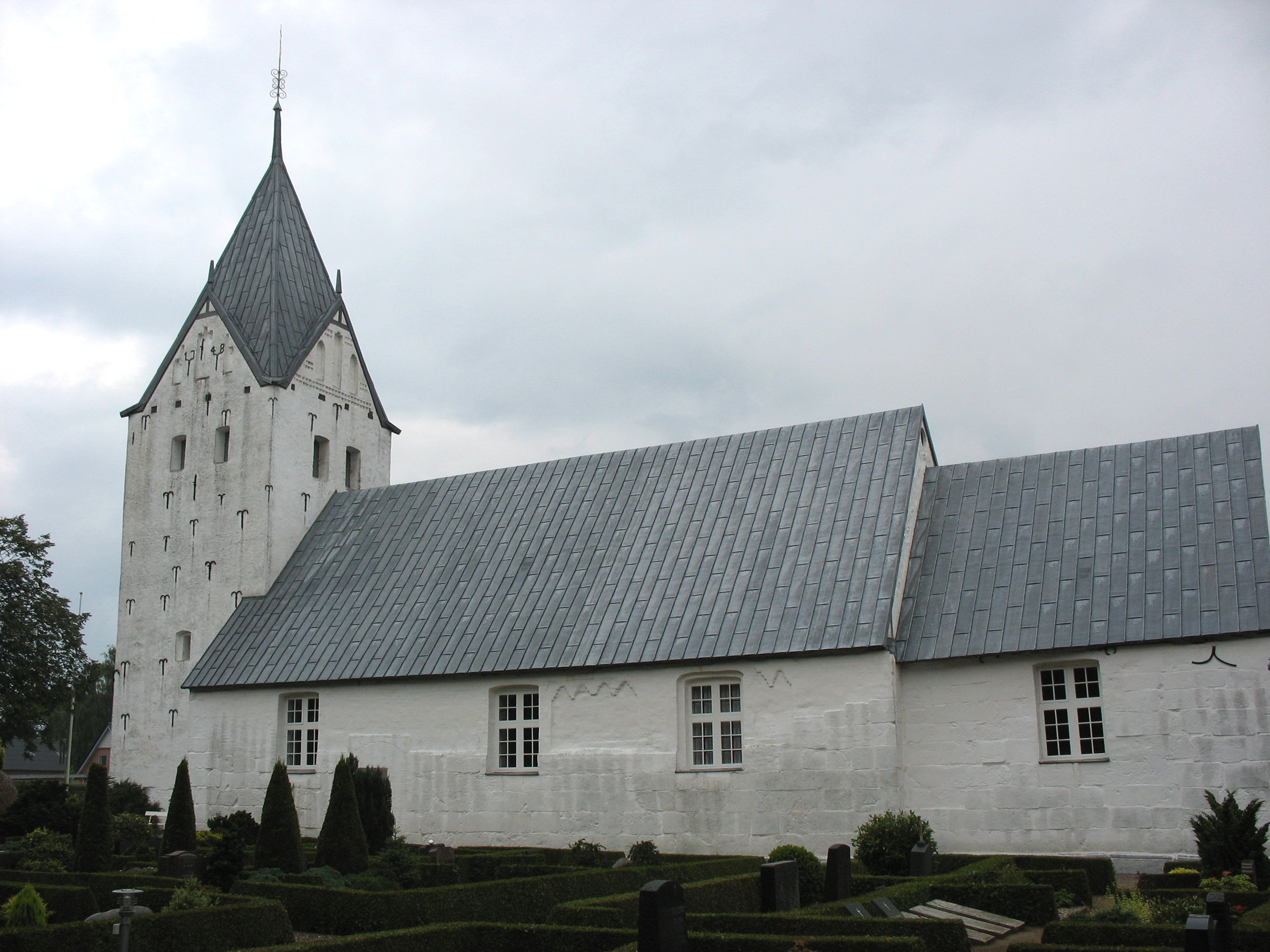
Arrild Kirke

Die Gemeinde hatte am 1. Januar 2023 777 Einwohner, davon 323 im Kirchdorf Arrild.